# Pfarrkirche Lohnsburg

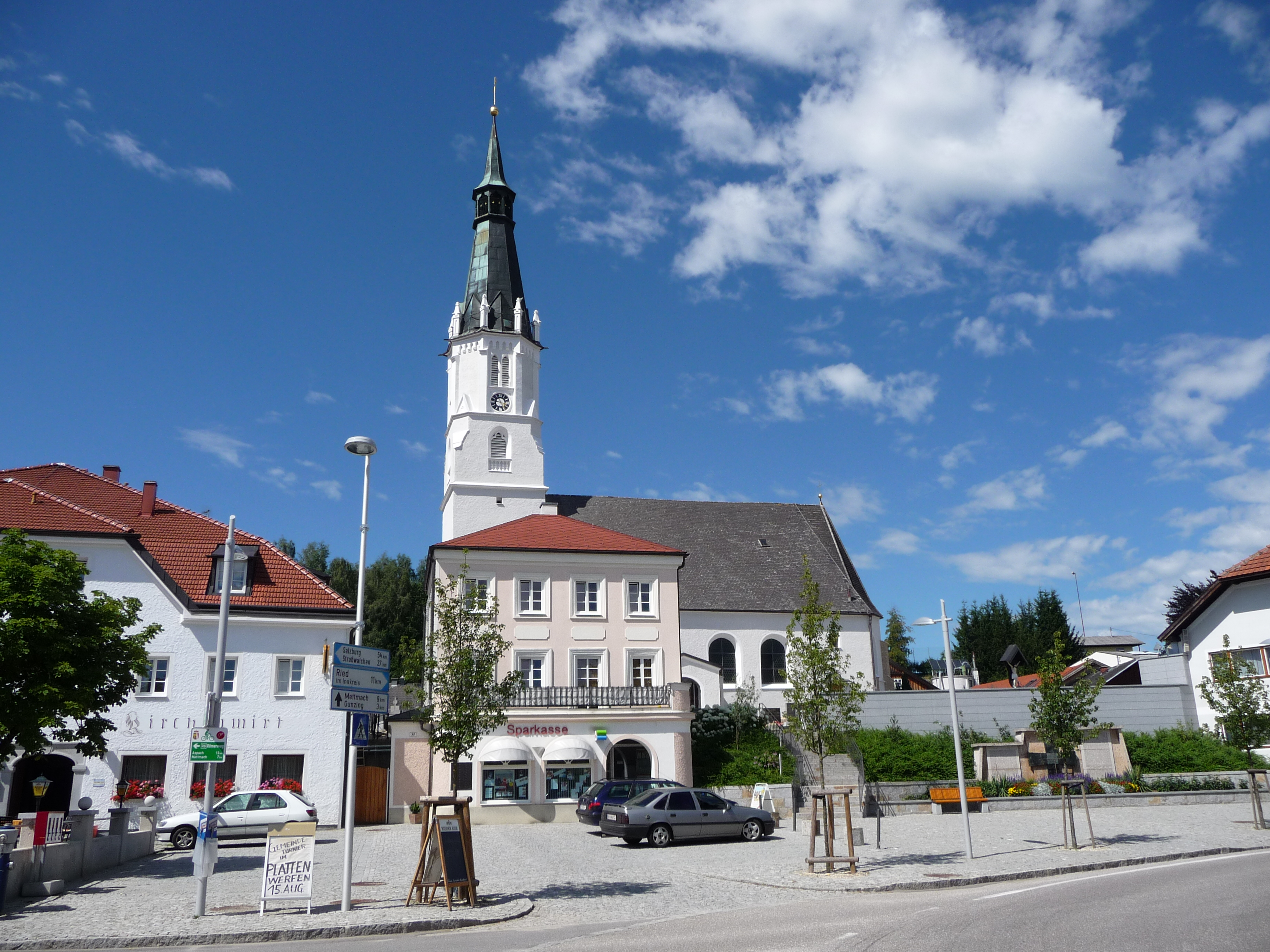
Pfarrkirche hl. Nikolaus in Lohnsburg

Die Pfarrkirche Lohnsburg steht im Ort Lohnsburg in der Marktgemeinde Lohnsburg am Kobernaußerwald in Oberösterreich. Die römisch-katholische Pfarrkirche hl. Nikolaus gehört zum Dekanat Ried im Innkreis in der Diözese Linz. Die Kirche steht unter Denkmalschutz (Listeneintrag).

## Geschichte
Die Kirche wurde 1153 urkundlich genannt.

## Architektur
Der spätgotische einjochige Chor mit einem Fünfachtelschluss und einem Netzrippengewölbe ist aus dem 15. Jahrhundert. Das ursprünglich einschiffige gotische Langhaus wurde 1723 vom Baumeister Matthias Bereiter aus Ried zu einem kreuzgewölbten Mittelschiff und zwei ebensolchen Seitenschiffen mit steigenden Gewölben umgebaut und erweitert. Der Westturm mit einem kreuzgratgewölbten Läuthaus erhielt einen achteckigen Aufsatz mit einem Spitzhelm. Das gotische Südportal hat eine Vorhalle. Das Sakristeiportal ist gotisch.

## Ausstattung

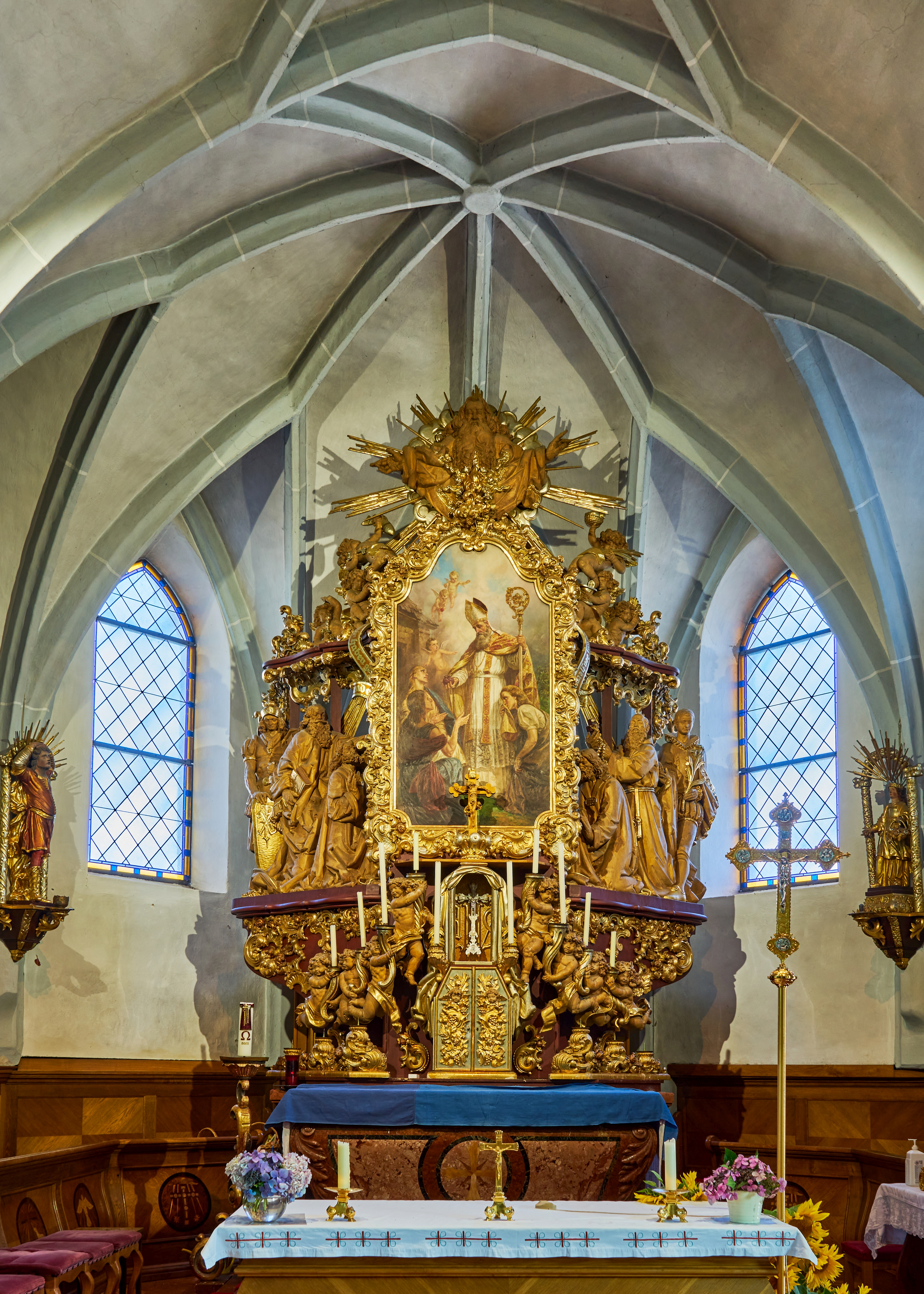
Hochaltar

Den neuen Hochaltar baute Josef Furthner. Die Seitenaltäre aus dem Ende des 17. Jahrhunderts wurden später verändert. Der linke Seitenaltar trägt mittig Maria mit Kind aus dem Ende des 17. Jahrhunderts und im Aufsatz eine Engel von Franz Schwanthaler (1726). Der rechte Seitenaltar trägt Wolfgang und Erasmus aus dem 3. Viertel des 17. Jahrhunderts in der Art des Ludwig Vogl, eine Altöttinger Madonna und im Aufsatz Andreas und Franziskus von Franz Schwanthaler (1726). Die Statue Herz Jesu und das Aufsatzrelief schuf Josef Furthner (1938).
Die Kanzel ist aus dem Ende des 18. Jahrhunderts. Das Taufbecken ist spätbarock. Über dem Südportal hängt ein Bild Christus erscheint Magdalena als Gärtner in einem Renaissance-Rahmen (1596), in der Art des Prager Hofkreises. Das Bild wurde 1881 und 1946 restauriert. Die Bilder an der Westempore sind aus 1757.
Die Orgel mit zwei Manualen und zwölf klingenden Registern wurde 1895 von Albert Mauracher aus Salzburg-Mülln erbaut. Eine Glocke wurde 1537 gegossen.